# Bush Bucks FC
El Bush Bucks FC fue un equipo de fútbol de Sudáfrica que alguna vez formó parte de la Premier Soccer League, la liga de fútbol más importante del país.

## Historia
Fue fundado en el año 1957 en la ciudad de Mthatha, en el Estado de Eastern Cape con el nombre Durban Bush Bucks, siendo uno de los equipos fundadores de la NSL creada en 1985 y de la que el primer campeón de la liga, aunque descendieron en 1988.
Retornaron a la Premier Soccer League para la temporada de 1990 como Umtata Bucks, cambiaron su nombre por el actual y se mantuvieron en la máxima categoría hasta la temporada 2002/03, teniendo temporada en las que estuvieron en la mitad de tabla.
Retornaron a la Premier Soccer League para la temporada 2004/05, teniendo una temporada de retorno en la que quedaron en la 11ª posición y en la temporada 2005/06 se ubicaron en la penúltima posición, con lo que tuvieron que jugar una serie de play-off ante el Vasco da Gama, con quien perdieron la serie y descendieron.
Ni siquiera jugaron en la Mvela Golden League, ya que el club, debido a problemas financieros, desapareció a mediados del año 2006, perdiendo su licencia de competición, la cual le fue adjudicada al Western Province United.
En el año 2007 fue fundado el Bush Bucks y es considerado el sucesor del club desaparecido.
A nivel internacional iban a competir en la Copa CAF 1997, pero el club abandonó el torneo antes de jugar el partido de ida de la primera ronda ante el Mochudi Centre Chiefs de Botsuana.

## Palmarés
- NSL: 1

1985
- Copa Coca Cola: 2

1993, 1996

## Participación en competiciones de la CAF
| Temporada | Torneo   | Ronda | Club          | Casa  | Visita | Global |
| --------- | -------- | ----- | ------------- | ----- | ------ | ------ |
| 1997      | Copa CAF | 1     | Centre Chiefs | w.o.1 | w.o.1  | w.o.1  |

1- El Bush Bucks abandonó el torneo.